# Catocala gisela
Catocala gisela är en fjärilsart som beskrevs av Meyer 1880. Catocala gisela ingår i släktet Catocala och familjen nattflyn. Inga underarter finns listade i Catalogue of Life.